# Kouros
Kouros, plural kouroi, var under den arkaiska tiden i grekisk konst monumentala skulpturer av nakna män. Det var idealiserade bilder snarare än porträtt. De inspirerades av egyptiska skulpturer.
Efter år 500 f.Kr verkar tillverkandet av kourosskulpturer ha dött ut.